# Vidin Heights
Die Vidin Heights (englisch; bulgarisch Видински възвишения Widinski waswischenija) sind eine Reihe vereister Anhöhen im östlichen Teil der Livingston-Insel im Archipel der Südlichen Shetlandinseln. Sie nehmen über eine Länge von 8 km mit westsüdwestlich-ostnordöstlich Ausrichtung den zentralen Teil der Warna-Halbinsel in Richtung des Inott Point ein. Ihr höchster Gipfel, der Miziya Peak, ragt 4,35 km nordnordöstlich des Leslie Hill und 9,45 km des Mount Bowles auf. Zu ihnen gehören der Samuel Peak sowie der Sharp Peak am ostnordöstlichen Ausläufer.
Die bulgarische Kommission für Antarktische Geographische Namen benannte sie 1997 nach der Stadt Widin im Nordwesten Bulgariens.